# The Second
| Recensione              | Giudizio        |
| ----------------------- | --------------- |
| AllMusic                | [ 3 ]           |
| Sputnikmusic            | 4.0 (Excellent) |
| Dizionario del Pop-Rock | [ 5 ]           |
| 24.000 dischi           | [ 6 ]           |

The Second è il secondo album discografico in studio del gruppo musicale rock canadese/statunitense Steppenwolf, pubblicato nell'ottobre del 1968.

## Tracce

### LP
Lato A
1. Faster Than the Speed of Life – 3:10 (Mars Bonfire (Dennis Edmonton))
2. Tighten Up Your Wig – 3:06 (John Kay)
3. None of Your Doing – 2:50 (Gabriel Mekler, John Kay)
4. Spiritual Fantasy – 3:39 (John Kay)
5. Don't Step on the Grass, Sam – 5:43 (John Kay)

Lato B
1. 28 – 3:12 (Gabriel Mekler)
2. Magic Carpet Ride – 4:30 (John Kay, Rushton Moreve)
3. Disappointment Number (Unknown) – 4:38 (John Kay)
4. Lost and Found by Trial and Error – 2:20 (John Kay)
5. Hodge, Podge, Strained Through a Leslie – 2:42 (John Kay)
6. Resurrection – 3:43 (John Kay)
7. Reflections – 1:30 (Gabriel Mekler, John Kay)

### CD
Edizione CD del 2013, pubblicato in Giappone dalla Geffen Records (UICY-75555)
1. Faster Than the Speed of Life (Mars Bonfire)
2. Tighten Up Your Wig (John Kay)
3. None of Your Doing (Gabriel Mekler, John Kay)
4. Spiritual Fantasy (John Kay)
5. Don't Step on the Grass, Sam (John Kay)
6. 28 (Gabriel Mekler)
7. Magic Carpet Ride (John Kay, Rushton Moreve)
8. Disappointment Number (Unknown) (John Kay)
9. Lost and Found by Trial and Error (John Kay)
10. Hodge, Podge, Strained Through a Leslie (John Kay)
11. Resurrection (John Kay)
12. Reflections (Gabriel Mekler, John Kay)
13. Magic Carpet Ride (John Kay, Rushton Moreve) – Traccia bonus - Versione singolo in monofonia

## Formazione
- John Kay - voce, chitarra, armonica
- Michael Monarch - chitarra
- Goldy McJohn - organo, piano
- Rushton Moreve - basso
- Jerry Edmonton - batteria, voce [7]

Note aggiuntive
- Gabriel Mekler – produttore
- Registrazioni effettuate al American Recording Co.
- Richard Podolor e Bill Cooper – ingegneri delle registrazioni
- Gary Burden – art direction e design copertina album originale
- Henry Diltz – foto copertina album originale[8]

## Classifica
Album
| Anno | Classifica    | Posizione raggiunta |
| ---- | ------------- | ------------------- |
| 1969 | Billboard 200 | 3                   |

Singoli
| Anno | Titolo del brano  | Classifica        | Posizione raggiunta |
| ---- | ----------------- | ----------------- | ------------------- |
| 1968 | Magic Carpet Ride | Billboard Hot 100 | 3                   |